# L'Ombre (film, 1991)
Pour les articles homonymes, voir L'Ombre.
Pour plus de détails, voir Fiche technique et Distribution.
L'Ombre est un film germano-suisse réalisé par Claude Goretta, sorti en 1992.

## Fiche technique
- Titre : L'Ombre
- Réalisateur : Claude Goretta
- Scénario : Efrem Camerin, Claude Goretta et Muriel Téodori
- Photographie : Pio Corradi scs
- Assistant-opérateur : Philippe Cordey scs bvk
- Costumes : Valérie de Buck
- Musique : Antoine Auberson
- Montage : Joële van Effenterre
- Sociétés de production :   Bioskop Film - Odessa Films
- Pays d'origine :  Suisse -  Allemagne
- Durée : 90 minutes
- Date de sortie : 16 avril 1992

## Distribution
- Jacques Perrin : Guillaume
- Pierre Arditi : Lavigne
- Gudrun Landgrebe : Erika
- Julie Jézéquel : Anne-Marie
- Maurice Garrel : Benjamin Ramier
- Armand Abplanalp : le photographe
- Roland Monod : Favart
- Delphine Lanza: Juliette